# Болезнь Танжера
Болезнь Танжера или гипоальфалипопротеинемия — чрезвычайно редкое наследственное заболевание, характеризующееся резким снижением количества липопротеинов высокой плотности (ЛПВП), часто называемых «хорошим холестерином», в кровотоке Во всем мире было  выявлено всего около 100 случаев.
Заболевание было первоначально обнаружено на острове Танжер у побережья штата Вирджиния.

## История
В 1959 году пятилетний мальчик по имени Тедди Лэрд попал на операцию по удалению миндалин. Во время операции врачи заметили необычный желто-оранжевый цвет миндалин. После первоначального диагноза болезни Ниманна-Пика мальчика перевели к доктору Луи Авиоли в Национальный институт рака. Дональд Фредриксон, в то время глава отделения молекулярных болезней, узнал об этом случае и заподозрил, что первоначальный диагноз был неверным. В 1960 году он отправился с доктором Авиоли на остров Танжер для дальнейшего расследования. Обнаружив тот же симптом у сестры Тедди, врачи выявили чрезвычайно высокое количество пенистых клеток (макрофагов, содержащих сложный эфир холестерина) не только в миндалинах, но и в самых разных тканях, включая костный мозг и селезенку. Во время второй поездки на остров они обнаружили, что в семье наблюдается очень низкий уровень холестерина ЛПВП, что указывает на генетическую основу заболевания. .

## Симптомы
У людей, которые являются гомозиготами по болезни Танжера, развиваются отложения различных эфиров холестерина. Они особенно заметны на миндалинах, которые приобретают желто-оранжевый цвет. Эфиры холестерина также могут быть обнаружены в лимфатических узлах, костном мозге, печени и селезенке.
Из-за отложений эфира холестерина миндалины могут увеличиваться. Часто встречается гепатоспленомегалия (увеличение печени и селезенки). Самые разрушительные последствия болезни Танжера — невропатия и сердечно-сосудистые заболевания.

## Генетика

Болезнь Танжера имеет аутосомно-рецессивный тип наследования.

Мутации хромосомы 9q31 приводят к дефекту переносчика ABCA1. Эти мутации не позволяют белку ABCA1 эффективно транспортировать холестерин и фосфолипиды из клеток для захвата ApoA1 в кровотоке. Эта неспособность транспортировать холестерин из клеток приводит к дефициту липопротеинов высокой плотности в кровообращении, что является фактором риска ишемической болезни сердца. Кроме того, накопление холестерина в клетках может  вызывать гибель клеток или нарушение их функций. Эти комбинированные факторы приводят к появлению признаков и симптомов болезни Танжера. 
Болезнь наследуется по аутосомно-рецессивному типу, что означает, что для появления фенотипа в генотипе должны присутствовать две копии гена. Чаще всего родители человека с аутосомно-рецессивным заболеванием являются носителями одной копии измененного гена, но не проявляют признаков и симптомов заболевания. 

## Диагностика

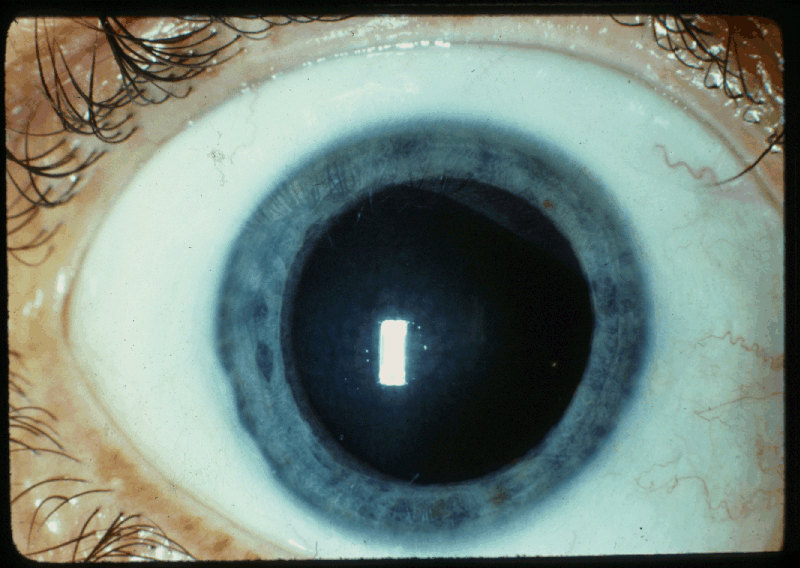
Диффузное помутнение роговицы глаза у пациента с болезнью Танжера.

Болезнь Танжера приводит к  недостаточности липопротеинов высокой плотности (ЛПВП) как у больного, так и у близких родственников. ЛПВП образуются, когда белок в кровотоке, аполипопротеин A1 (апоА1), соединяется с холестерином и фосфолипидами . Холестерин и фосфолипиды, используемые для образования ЛПВП, происходят из клеток, но транспортируются из клетки в кровь через транспортер ABCA1. Люди с болезнью Танжера имеют дефектные переносчики ABCA1  , что приводит к значительному снижению способности транспортировать холестерин из клеток и накоплению холестерина и фосфолипидов в тканях тела, что может привести к их увеличению в размерах. Снижение уровня ЛПВП в крови иногда называют гипоальфалипопротеинемией. 
Люди, страдающие этим заболеванием, также имеют несколько повышенное количество жира в крови (легкая гипертриглицеридемия) и нарушения функции нервов (невропатия). Обычно поражаются Миндалины: они часто кажутся оранжевыми или желтыми и сильно увеличены. У больных часто развивается преждевременный атеросклероз, который характеризуется жировыми отложениями и рубцовой тканью, выстилающей артерии. Другие признаки болезни могут включать увеличение селезенки (спленомегалия), увеличение печени ( гепатомегалия ), помутнение роговицы и раннее начало сердечно-сосудистых заболеваний. 

## Лечение
Существуют препараты, которые могут повышать уровень ЛПВП в сыворотке крови, такие как ниацин или гемфиброзил. Хотя эти препараты полезны для пациентов с гиперлипидемией, пациентам с болезнью Танжера они не помогают.
Таким образом, единственным современным методом лечения болезни Танжера является изменение диеты. Диета с низким содержанием жиров может уменьшить некоторые симптомы, особенно связанные с невропатиями.